# Biohazard
Biohazard är ett amerikanskt hardcore/metal-band från New York.
Biohazard bildades 1987 i Brooklyn. Syftet med bandet var att föra fram och diskutera olika problem såsom fattigdom, kriminalitet, och orättvisor. Bandet hade stor erfarenhet av detta då de växt upp i Brooklyns slumkvarter. Biohazard tycker att folk skall vara "down for life" det vill säga lojala mot vänner och familj eftersom de är de enda som stödjer upp en.
Biohazard började spela som förband till lokala hardcore- och thrash-band och började på sikt bygga upp en stor anhängarskara tack vare deras ständiga turnerande samt engagemang för politiska orättvisor och annat (se ovan).
Biohazard var även ett av de första banden som blandade heavy metal och hardcore med inslag av hiphop och rap.
Medlemmar ur Biohazard och bandet Madball har även hardcore/rapmetalbandet Furious Styles.
Bandet spelade flitigt i Sverige på 90- och 00-talen, bland annat på Hultsfredsfestivalen 1994 och 1997. 

## Medlemmar

### Nuvarande medlemmar
- Bobby Hambel – gitarr (1987–1994, 2008– )
- Billy Graziadei – gitarr, sång (1987–2006, 2008– )
- Danny Schuler – trummor (1988–2006, 2008– )

### Tidigare medlemmar
- Anthony Meo – trummor (1987–1988)
- Rob Echeverria – gitarr (1996–2000)
- Leo Curley – gitarr (2000–2002)
- Carmine Vincent – gitarr (2002)
- Evan Seinfeld – sång, basgitarr (1987–2006, 2008–2011)
- Scott Roberts – gitarr (2002–2005), basgitarr, sång (2011–2016)

## Bildgalleri

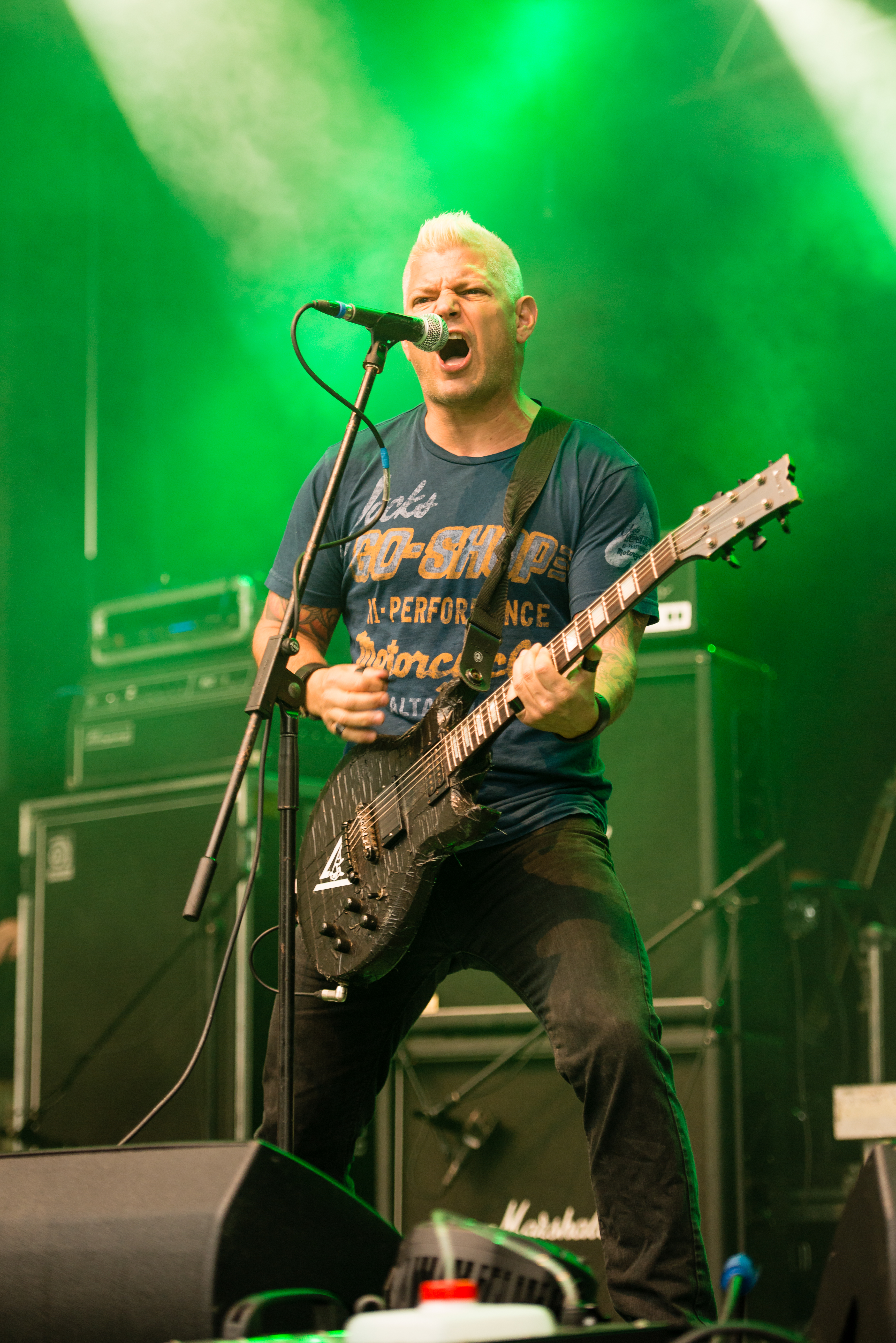
Billy Graziadei
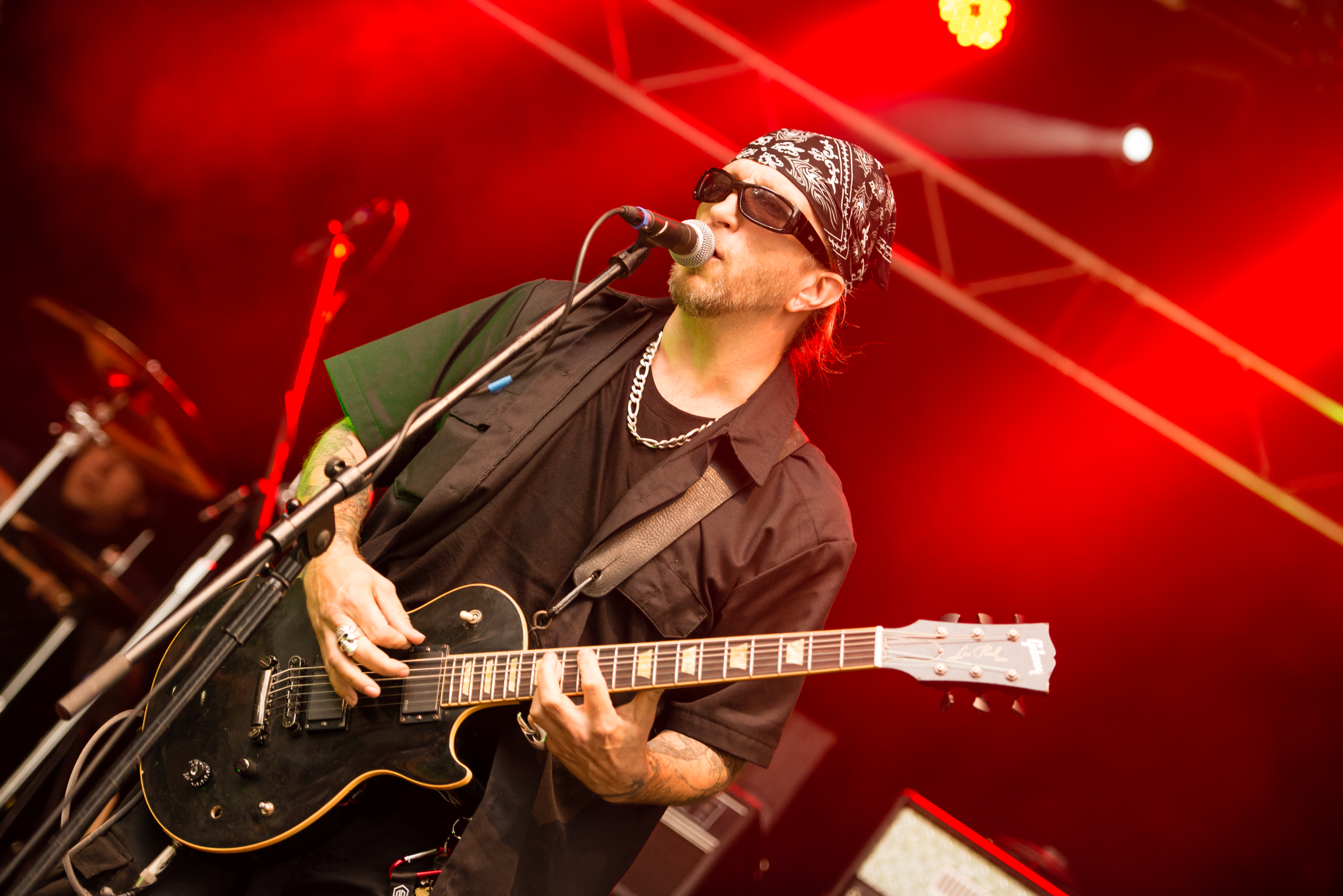
Bobby Hambel
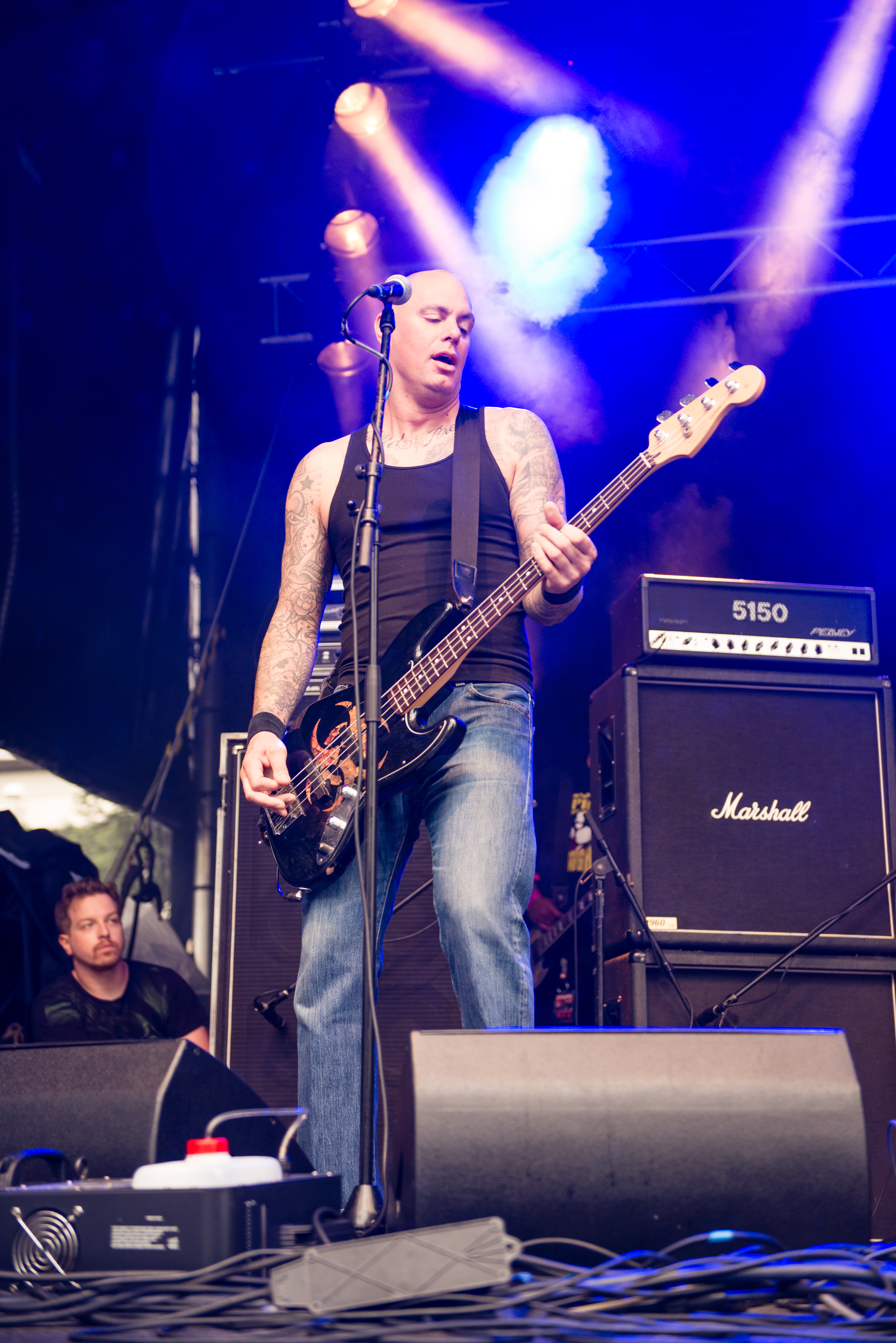
Scott Roberts

## Diskografi

### Studioalbum
- Biohazard (kassett) (1988)
- Biohazard (1990)
- Urban Discipline (1992)
- State Of The World Address (1993)
- Mata Leão (1995)
- New World Disorder (1999)
- Uncivilisation (2001)
- Kill Or Be Killed - 2003
- Means to an End (2005)
- Reborn in Defiance (2012)

### Livealbum
- No Holds Barred (1997)
- Live in San Francisco (bootleg) (2007)

### Singlar
- "Judgment Night" (1993) (Biohazard & Onyx)
- "After Forever" (1994)
- "Five Blocks to the Subway" (1994)
- "How it Is" (1994)
- "Nativity in Black" (1994) (Biohazard / Cathedral)
- "Tales From The Hard Side" (1994)
- "A Lot to Learn" (1996)
- "Authority" (1996)
- "Switchback" (1999)
- "Never Turn Your Back On Me" (2000)
- "Uncivilization" (2001)

### Samlingsalbum
- Tales from the B-Side (2001)